# Nürnberg–Würzburg-vasútvonal
A Nürnberg–Würzburg vasútvonal egy kétvágányú, 15 kV, 16,7 Hz-cel villamosított, 102,2 km hosszú nagysebességű vasútvonal Németországban Nürnberg és Würzburg között. A maximális sebesség 200 km/h.
A vonalon személy- és teherforgalom zajlik, továbbá közlekedik erre ICE motorvonat is.